# Barbara Bedford (nuotatrice)
Barbara Jane Bedford (Hanover, 9 novembre 1972) è un'ex nuotatrice statunitense, specializzata nel dorso.
Nella sua carriera si è aggiudicata un oro nella staffetta 4x100 mista libero ai Giochi Olimpici di Sydney 2000, un oro mondiale in vasca corta ai Mondiali di Perth del 1998 nella staffetta 4x100 sl e due bronzi mondiali in vasca corta ai Mondiali di Rio de Janeiro nei 100 dorso e nella 4x100 mista.

## Palmarès
- Giochi olimpici

Sydney 2000: oro nella 4x100m misti.
- Mondiali

Roma 1994: bronzo nei 100m dorso.
Perth 1998: oro nella 4x100m sl.
- Mondiali di nuoto in vasca corta

Rio de Janeiro 1995: bronzo nei 100m dorso e nella 4x100m misti
- Giochi PanPacifici

Kōbe 1993: oro nei 200m dorso e argento nei 100m dorso.
Sydney 1999: oro nella 4x100m misti e bronzo nei 200m dorso.
- Giochi panamericani

Mar del Plata 1995: oro nei 100m dorso, nei 200m dorso e nella 4x100m misti.
- Universiadi

Sheffield 1991: oro nei 100m dorso e nella 4x100m misti.
Buffalo 1993: oro nei 100m dorso.